# Ganglio parasimpático
En anatomía y neurología, los ganglios parasimpáticos son ganglios autonómicos del sistema nervioso parasimpático. La mayoría son ganglios terminales o intramurales, llamados así porque yacen cerca o junto a los órganos que inervan. Las excepciones son los cuatro pares de ganglios parasimpáticos de la cabeza y cuello.

## Ganglios parasimpáticos de la cabeza y cuello
Estos son ganglios nerviosos pares que suplen toda la inervación parasimpática de la cabeza y del cuello.
- Ganglio ciliar (Músculo esfínter del iris y músculo ciliar)
- Ganglio esfenopalatino/pterigopalatino (glándula lagrimal y de la cavidad nasal)
- Ganglio submandibular (glándula submandibular y sublingual)
- Ganglio ótico para la glándula parótida.

## Raíces
Cada uno de los ganglios parasimpáticos tiene tres raíces que entran al ganglio y un número variable de ramas que salen de él.
- La raíz motora lleva fibras nerviosas parasimpáticas presinápticas que terminan en el ganglio haciendo sinapsis con las fibras postsinápticas que llegan a los órganos diana.
- La raíz simpática, que lleva fibras simpáticas postsinápticas que atraviesan el ganglio sin hacer sinapsis alguna.
- La raíz sensorial lleva fibras sensoriales generales (fibras aferentes somáticas generales) que tampoco hacen sinapsis dentro del ganglio.

Algunos ganglios llevan también fibras sensoriales para la sensación del gusto, llamadas fibras aferentes viscerales especiales.

## Nervios que tienen fibras parasimpáticas
- Nervio oculomotor (del ganglio ciliar)
- Nervio facial (del ganglio pterigopalatino y submandibular)
- Nervio glosofaríngeo (del ganglio ótico)
- Nervio vago (se localiza dentro o cerca de los órganos)
- Nervios esplácnicos pélvicos ( provienen de eferencias presinápticas sacras por nervios pelvianos y otros del nervio vago, terminando ganglios terminales dentro o cerca del órgano otras en células del mismo órgano con características neuroendocrinas o simple contracción por despolarización de su membrana )

- Datos: Q947277